# Elena Myers
Elena Myers Court (21 de novembro de 1993) é uma piloto americana de motociclismo. Fez história em 2010 quando foi a primeira mulher a vencer uma prova da American Motorcyclist Association.